# バーバーショップ3 リニューアル!
『バーバーショップ3 リニューアル!』（原題:Barbershop: The Next Cut）は2016年に公開されたアメリカ合衆国のコメディ映画である。監督はマルコム・D・リー、主演はアイス・キューブが務めた。本作は2004年に公開された映画『バーバーショップ2 グッド!』の続編である。なお、本作は日本国内で劇場公開されなかったが、Amazonでの配信が行われている。

## 概略
前作から10年以上が経過した現在、カルヴィン・パルマーは仲間たちと共に故郷のシカゴで理髪店の経営を続けていた。カルヴィンは男性の理髪師しか雇用してこなかったが、ついに女性の理髪師を雇用することにした。男だらけのむさ苦しい空間―見方を変えればそれは男たちの聖域でもあった―が一気に華やいだが、男女が一緒になることで色恋沙汰が発生するなどの混乱も生じた。そんな折、店の存続を揺るがすような事態が発生する。

## キャスト
※括弧内は日本語吹替。
- アイス・キューブ（楠大典） - カルヴィン・パルマー・Jr
- ニッキー・ミナージュ - ドラヤ
- セドリック・ジ・エンターテイナー（池田勝） - エディ・ウォーカー
- レジーナ・ホール（山像かおり） - アンジー
- ショーン・パトリック（桐本拓哉） - ジミー・ジェームズ
- イヴ（本田貴子） - テリー
- アンソニー・アンダーソン（高木渉） - J.D.
- コモン（咲野俊介） - ラシャド
- メリウム・アリ - ダイアン
- マーゴット・ビンガム - ブリー
- ウトカルシュ・アンブドゥカル - ラジャ
- J・B・スムーヴ（土田大） - ワン・ストップ
- ラモーネ・ハリス（畠中祐） - ジェロッド
- タイガ（小松昌平） - ヤミー
- デオン・コール - ダンテ
- ジャマール・ウーラード - マルクーゼ
- マイケル・レイニー・Jr（武田華） - ジェイレン・パルマー
- トロイ・ギャリティ（土田大） - アイザック
- レジー・ブラウン - バラク・オバマ
- ジュワンディス・キャンディス - 少年の母親
- ディアロ・トンプソン - ケニー・スミス
- アンティ・フィー - メイベル

### カメオ出演
- アンソニー・デイビス - 本人
- チャイナ・アン・マックレイン - セレナ

## 製作
2014年3月26日、アイス・キューブが本作の出演交渉に臨んでいるとの報道があった。2015年2月19日、マルコム・D・リーが監督に起用されたと報じられた。3月25日、ニュー・ライン・シネマが本作の製作に参加すると報じられた。4月28日、コモンの出演が決まった。29日、デオン・コールがキャスト入りした。5月1日、第1作でJ.D.を演じたアンソニー・アンダーソンが再び同役を演じることになったと報じられた。8日、マーゴット・ビンガムが本作に出演するとの報道があった。6月24日、ウトカルシュ・アンブドゥカルがキャスト入りしたと報じられた。

### 撮影
2015年5月11日、本作の主要撮影がジョージア州アトランタで始まった。

## 公開・興行収入
当初、本作は2016年2月19日に公開される予定だったが、後に公開日は同年4月15日に延期されることとなった。
本作は『クリミナル 2人の記憶を持つ男』及び『ジャングル・ブック』と同じ週に封切られ、公開初週末に2927万ドルを稼ぎ出すと予想されていたが、実際の数字はそれを大きく下回るものとなった。2016年4月15日、本作は全米2661館で公開され、公開初週末に2024万ドルを稼ぎ出し、週末興行収入ランキング初登場2位となった。

## 評価
本作は批評家から絶賛されている。映画批評集積サイトのRotten Tomatoesには93件のレビューがあり、批評家支持率は90%、平均点は10点満点で6.8点となっている。サイト側による批評家の見解の要約は「感動的であり、観客の思考を喚起する作品である。実に面白い作品だ。『バーバーショップ3 リニューアル!』は前作の公開から10年以上が経過しているにも拘わらず、前作と前々作が打ち立てた水準を超えている。これは続編としては異例のことである。」となっている。また、Metacriticには30件のレビューがあり、加重平均値は67/100となっている。なお、本作のシネマスコアはAとなっている。